# 1. Division 1925/1926
Dvacátý šestý ročník 1. Division (1. belgické fotbalové ligy) se konal od 13. září 1925 do 13. června 1926.
Soutěže se zúčastnilo opět 14 klubů. Sezonu vyhrál počtvrté v klubové historii a obhájce minulých dvou ročníků Beerschot VAC. Nejlepším střelcem se stal hráč RR Gent Laurent Grimmonprez, který vstřelil 28 branek.